# Niulakita
Niulakita este cea mai sudică insulă al Tuvalului situată în Oceanul Pacific. Insula avea, conform recensământului din 2002, o populație de 35 de locuitori. Niulakita a fost populată în 1949 de locuitori din insula Niutao. Cei mai mulți dintre locuitori trăiesc într-un sat cu acelaș nume ca insula din sud-vestul insulei.
Niulakita este de asemenea unul din consiliile insulare ale Tuvalului.

## Geografie
Insula are o lungime de 1 km și o lățime de 0,4 km. Pe Niulakita se află cel mai înalt punct al Tuvalului cu o altitudine de 4,6 m peste nivelul mării.